# 諸岡亮子
諸岡 亮子（もろおか りょうこ）は、オルガン奏者、宗教音楽家。ハノーファー音楽大学講師。女優の橋本環奈は姪。

## 来歴
- 福岡県出身。1979年、立命館大学文学部史学科東洋史専攻卒業。大学在学中は、混声合唱団メディックスに所属。
- 1984年、ドイツに渡りゴットハルト・ゲルバーの下でオルガンを学ぶ。
- 1985年、ハノーファー国立音楽大学パイプオルガン専攻科および教会音楽科に入学。
- 1989年、同大を卒業。大学在学中には、ハノーファー市・ヨハネス教会専属オルガニストを務めるかたわら、ヨーロッパ各都市でコンサートを開催するなど活躍した。
- 1995年よりバロック・ブラス・オブ・ロンドンのオルガン奏者に、その後、NDRハノーファー放送交響楽団のオルガン、チェンバロ奏者となった。ハノーファー音楽大学の非常勤講師も務める。

## 人物
橋本環奈は姪にあたる。日本語でおばさんと呼ばれるのを嫌い、Tante（読み：タンテ。ドイツ語で伯母を意味する）と呼ばせている。

## メディア出演

### テレビ
- アナザースカイⅡ（2019年8月23日、日本テレビ） - 橋本環奈がドイツ・ハノーファー在住の諸岡のもとを訪問した回[1]